# Бо (Приморска Сена)
Бо (фр. Boos) насеље је и општина у северној Француској у региону Горња Нормандија, у департману Приморска Сена која припада префектури Руан.
По подацима из 2011. године у општини је живело 3.292 становника, а густина насељености је износила 234,64 становника/km². Општина се простире на површини од 14,03 km². Налази се на средњој надморској висини од 160 метара (максималној 161 m, а минималној 67 m).

## Демографија
| 1962. | 1968. | 1975. | 1982. | 1990. | 1999. | 2011. |
| ----- | ----- | ----- | ----- | ----- | ----- | ----- |
| 674   | 767   | 1.012 | 1.236 | 2.487 | 2.870 | 3.292 |

График промене броја становника у току последњих година